# Éliminatoires de la Coupe du monde masculine de basket-ball 2014 : zone Europe
Navigation
Édition suivante
Les qualifications pour la Coupe du monde masculine de basket-ball 2014, pour la zone FIBA Europe mettent aux prises les équipes nationales de basket-ball membres de la FIBA afin de désigner les 24 d'entre elles qui disputeront la phase finale organisée en Espagne.

## Format
L'EuroBasket 2013 en Slovénie a servi de tournoi de qualification pour la Coupe du monde de basket-ball de la FIBA 2014. Avec six places, les six meilleures équipes se sont qualifiées. Cela signifiait que les demi-finalistes et les participants à la cinquième place des éliminatoires avaient progressé. L'Espagne, qui s'est déjà qualifiée, a participé, terminant dans le top six. Avec cela, la septième équipe a pris sa place.
Il s'agissait de la dernière série de tournois de qualification selon cette méthode. La FIBA a annoncé que la prochaine édition de la Coupe du monde aura lieu en 2019, le nombre d'équipes participantes passant de 24 à 32, la FIBA Asie et la FIBA Océanie réunies en une seule région aux fins de qualification pour la Coupe du monde, et que les qualifications être fait dans un format à domicile et à l'extérieur.

## Classement EuroBasket 2013
Ce championnat qualifie les 6 premières équipes (en plus de l'Espagne, pays organisateur) pour la Coupe du monde 2014 (anciennement appelée championnat du monde). Il qualifie aussi ces équipes pour le Championnat d'Europe 2015
Le classement final est établi au-delà de la 8e place comme suit :
- sont classées 9e les deux équipes qui ont fini à la cinquième place de leur poule du second tour ;
- sont classées 11e les deux équipes qui ont fini à la sixième place de leur poule du second tour ;
- sont classées 13e les quatre équipes qui ont fini à la quatrième place de leur poule du premier tour ;
- sont classées 17e les quatre équipes qui ont fini à la cinquième place de leur poule du premier tour ;
- sont classées 21e les quatre équipes qui ont fini à la sixième place de leur poule du premier tour.

| Place | Équipes            | V-D | Dép |
| ----- | ------------------ | --- | --- |
| 1     | France             | 8-3 |     |
| 2     | Lituanie           | 8-3 |     |
| 3     | Espagne            | 7-4 |     |
| 4     | Croatie            | 8-3 |     |
| 5     | Slovénie           | 7-4 |     |
| 6     | Ukraine            | 6-5 |     |
| 7     | Serbie             | 6-5 |     |
| 8     | Italie             | 6-5 |     |
| 9     | Finlande           | 5-3 |     |
| 9     | Belgique           | 3-5 |     |
| 11    | Grèce              | 4-4 | +34 |
| 11    | Lettonie           | 4-4 | +24 |
| 13    | Bosnie-Herzégovine | 3-2 | -1  |
| 13    | République tchèque | 2-3 | -23 |
| 13    | Grande-Bretagne    | 2-3 | -36 |
| 13    | Suède              | 1-4 | -46 |
| 17    | Allemagne          | 2-3 | -6  |
| 17    | Monténégro         | 2-3 | -6  |
| 17    | Géorgie            | 1-4 | -28 |
| 17    | Turquie            | 1-4 | -43 |
| 21    | Macédoine          | 1-4 | -13 |
| 21    | Israël             | 1-4 | -26 |
| 21    | Russie             | 1-4 | -26 |
| 21    | Pologne            | 1-4 | -48 |